# Olympische Sommerspiele 1896/Teilnehmer (Dänemark)
| Silbermedaillen | Bronzemedaillen | 3. |
| --------------- | --------------- | -- |
| 1               | 2               | 3  |

Dänemark nahm an den Olympischen Sommerspielen 1896 in Athen, Griechenland, mit drei Sportlern in fünf Sportarten teil.

## Medaillengewinner

### Olympiasieger
| Name         | Sportart     | Wettkampf |
| ------------ | ------------ | --------- |
| Viggo Jensen | Gewichtheben | Beidarmig |

### Zweite
| Name                 | Sportart     | Wettkampf           |
| -------------------- | ------------ | ------------------- |
| Viggo Jensen         | Gewichtheben | Einarmig            |
| Holger Louis Nielsen | Schießen     | Revolver (30 Meter) |

### Dritter Platz
| Name                 | Sportart | Wettkampf                 |
| -------------------- | -------- | ------------------------- |
| Viggo Jensen         | Schießen | Militärgewehr (300 Meter) |
| Holger Louis Nielsen | Schießen | Pistole (25 m)            |
| Holger Louis Nielsen | Fechten  | Einzel, Säbel             |

## Teilnehmer nach Sportarten

### Fechten
- Holger Louis Nielsen
Einzel, Säbel: 3. Platz

### Gewichtheben
- Viggo Jensen
Zweiarmig: Olympiasieger 
Einarmig: Zweiter

### Leichtathletik
| Athleten      | Wettbewerb | Vorlauf   | Vorlauf | Finale        | Finale        | Rang |
| Athleten      | Wettbewerb | Zeit      | Rang    | Zeit          | Rang          | Rang |
| ------------- | ---------- | --------- | ------- | ------------- | ------------- | ---- |
| Männer        |            |           |         |               |               |      |
| Eugen Schmidt | 100 m      | unbekannt | 4       | ausgeschieden | ausgeschieden |      |

- Viggo Jensen
Kugelstoßen: 4. Platz
Diskuswurf: ??

- Holger Louis Nielsen
Diskuswurf: ??

### Schießen
- Holger Louis Nielsen
Revolver (30 Meter): Zweiter 
Dienstrevolver (25 m): 5. Platz
Pistole (25 m): 3. Platz
Militärgewehr (200 m): ??

- Viggo Jensen
Militärgewehr (300 m): 3. Platz
Militärgewehr (200 m): 6. Platz

- Eugen Schmidt
Militärgewehr (200 m): 12. Platz

### Turnen
- Viggo Jensen
Tauhangeln: 4. Platz